# POKÉTOON
『POKÉTOON』（ポケトゥーン）は、2020年よりYouTubeチャンネル「ポケモン Kids TV」にて配信されているポケットモンスターのWebアニメシリーズ。第1弾ではポケモン視点のストーリーだったが、第2弾以降と2024年版は人間とポケモンの交流を描いたストーリーとなっている。
2020年6月5日に第1弾となる『ズルッグとミミッキュ』が、2021年5月5日には第2弾『ヒーローになりたいヤンチャム』が配信され、同年5月10日には第2弾を含む合計5つのエピソードが公開予定であることが発表された。第2弾以降は『薄明の翼』の監督である山下清悟が総監督を務める。
2024年9月18日からは、新シリーズが8週連続で公開。数秒の縦動画と数分の横動画が4本ずつとなる。2025年からも新たに新シリーズを公開。

## 第1弾『ズルッグとミミッキュ』
2020年6月5日配信。約4分間の作品で、副題は「CHASE THE BEANS」。ズルッグとミミッキュが登場するルーニー・テューンズ風カートゥーンアニメーション。

### ストーリー（第1弾）
ズルッグがポケマメを拾い食いしていると、一匹のミミッキュと出会う。ミミッキュのイタズラに振り回されながらもズルッグはミミッキュを追いかけていく。ところが、そうしているうちに誤ってミミッキュの中身を見てしまい、今度はズルッグが追われる側になってしまう。

### スタッフ（第1弾）
- 監督・絵コンテ - 井上卓[5][6]
- キャラクターデザイン・監督補 - 槇尾美弥子[5][6]
- 演出 - 泉保良輔[5][6]
- 作画監督 - 鈴木伸一[5][6]
- 音楽 - 津田ケイ[5][6]
- プロデューサー - 西川和宏[5][6]
- 制作 - ダンデライオンアニメーションスタジオ、マジックバス[6]
- 制作協力 - ピカンテサーカス[6]

## 第2弾『ヒーローになりたいヤンチャム』
2021年5月5日配信。ヤンチャムと少年の登場する作品で、映像制作にはBlenderが用いられている。ナレーションは南壽あさ子。

### ストーリー（第2弾）
かつてウインディに助けられたのをきっかけにヒーローになろうとするヤンチャム。しかし、ヤンチャムの進化するゴロンダはあくタイプのため、進化に抵抗があった。少年は、父親が採掘場で雪崩に巻き込まれてしまったため、助けを求めてヤンチャムと交流を図る。ヤンチャムは採掘場の人間やポケモンを助けたため、ゴロンダに進化したがヒーローとなった。

### スタッフ（第2弾）
- 総監督 - 山下清悟[7][8]
- 監督・脚本・絵コンテ・少年トレーナー原案・音響監督・編集・タイトルロゴデザイン - 山元隼一[7][8]
- 助監督・3Dテクニカルリーダー・撮影 - 石川剛史[7][8]
- キャラクターデザイン・作画監督 - 可否[7][8]
- ステージ監修・カラーコーディネート・天球制作 - 加藤オズワルド[7][8]
- 音楽 - 羽深由理[7][8]
- 音楽協力 - フジパシフィックミュージック[8]
- プロデューサー - 迫田祐樹[7][8]
- プロジェクトマネージャー - 関史恵[7][8]
- アニメーション制作 - パンケーキ[7][8]
- 企画協力 - ツインエンジン、山本幸治、松山紗良[8]

## 第3弾『ユメノツボミ』
2021年6月4日配信。同じくポケットモンスターシリーズのアニメ『薄明の翼』と同じくスタジオコロリドが制作を、山下清悟が監督を務める。

### ストーリー（第3弾）
ポケモンリーグに出場してチャンピオンになることを夢見る少女ツボミ。しかし、ポケモンも持っていないどころか、両親に反対される始末。そこでツボミは一人で森に行き、ポケモンをゲットしようと試みる。そこでツボミは襲われそうになっているニドラン♂に出会う。自身の境遇を重ねていると、ニドランを奪われたと勘違いしたニドキングとニドクインが現れる。街まで逃げ延びるも、ニドキングたちは人を襲おうとする。ツボミは一旦家に戻り、父親のリザードン・ちょろびと協力して騒動を収める。両親は旅に出ることを認め、ツボミはニドランとともに旅立っていく。

### キャスト（第3弾）
- ツボミ - 水瀬いのり[2][9]
- ママ - 沼倉愛美[2][9]
- パパ - 小野塚貴志[2][9]
- ちょろび - 最上嗣生[2][9]
- ニドラン♂ - 愛河里花子[2][9]
- 実況 - 光部樹[9]
- 町の人 - 坂田将吾[9]
- 店員 - 元吉有希子[9]
- 子供 - 関根有咲、夏目妃菜[9]
- ピカチュウ - 大谷育江[2][9]

### スタッフ（第3弾）
- 監督 - 山下清悟[2][9]
- 脚本 - 松澤くれは[2][9]
- 絵コンテ - 山下清悟、渡辺葉[2][9]
- 演出 - 渡辺葉[2][9]
- キャラクターデザイン・作画監督  - 渡辺暁子[2][9]
- 美術デザイン - 刈谷仁美[2][9]
- 美術監督 - 竹田悠介、益城貴昌[2][9]
- 色彩設計 - 加口大朗[2][9]
- CGプロデューサー - 根本繁樹[9]
- CGディレクター - さいとうつかさ[9]
- 撮影監督 - 川下裕樹[2][9]
- 編集 - 木南涼太[9]
- 音響監督 - 三間雅文[2][9]
- 音楽 - 羽深由理[2][9]
- 音楽協力 - フジパシフィックミュージック[9]
- 制作プロデューサー - 加治屋敏雄[9]
- アニメーション制作 - スタジオコロリド[2][9]
- 企画協力 - ツインエンジン、山本幸治、松山紗良[9]

## 第4弾『まっててね！コイキング』
2021年7月2日配信。水彩風のタッチであり、音楽のみの無声アニメとなっている。少年・リクオとコイキングの絆を描いた作品。

### ストーリー（第4弾）
少年トレーナー・リクオは笛で演奏するのが大好き。ある日、彼は音楽好きなコイキングと出会う。リクオはコイキングをゲットしようとするも、両親に断られ、仕方なく育て屋に預けることになる。なかなか迎えが来ないことに寂しがるコイキングだったが、リクオの笛の音を聞いて嬉しくなり、ギャラドスに進化して再会する。

### スタッフ（第4弾）
- 総監督 - 山下清悟[10][11]
- 監督・絵コンテ・演出・キャラクターデザイン・美術デザイン・作画監督 - エロール・セドリック[10][11]
- 脚本 - 金知彦[10][11]
- 美術監督 - 工藤ただし[11]
- 色彩設計・色指定 - 中野尚美[11]
- 撮影監督 - 福田光[11]
- 編集 - 木南涼太[11]
- 音響監督 - 三間雅文[10][11]
- 音楽 - 羽深由理[10][11]
- 音楽協力 - フジパシフィックミュージック[11]
- 制作プロデューサー - 真鍋華那[11]
- アニメーション制作 - スタジオコロリド[10][11]
- 企画協力 - ツインエンジン、山本幸治、松山紗良[9]

## 第5弾『ぽかぽかマグマッグハウス』
2021年8月5日配信。

### ストーリー（第5弾）
アンナは泊まりに来た祖父母の家で、恥ずかしがり屋のマグマッグと出会う。はじめは仲良くなることができなかったが、マグマッグの手伝った料理や風呂を喜んでいるアンナの姿を見てマグマッグも喜び、仲良くなることに成功する。

### キャスト（第5弾）
- アンナ - 三浦千幸[12][13]
- 祖父 - 稲葉実[13]
- 祖母 - 一龍斎春水[13]
- 母 - 寺崎裕香[13]
- マグマッグ - 古島清孝[13]
- チラーミィ - 真堂圭[13]

### スタッフ（第5弾）
- 総監督 - 山下清悟[12][13]
- 監督・演出・絵コンテ - 薮本和彦[12][13]
- 脚本 - 新八角[12][13]
- キャラクターデザイン・作画監督 - 石川準[12][13]
- コンセプトアート・美術デザイン - 長砂ヒロ[12][13]
- 美術監督 - 工藤ただし[13]
- 色彩設計 - 中野尚美[13]
- 撮影監督 - 福田光[13]
- 編集 - 木南涼太[13]
- 音響監督 - 三間雅文[13]
- 音楽 - 羽深由理[13]
- 音楽協力 - フジパシフィックミュージック[13]
- 制作プロデューサー - 真鍋華那[13]
- アニメーション制作 - スタジオコロリド[12][13]
- 企画協力 - ツインエンジン、山本幸治、松山紗良、今川華蓮[13]

## 第6弾『ゲンガーになっちゃった!?』
2021年9月10日配信。

### ストーリー（第6弾）
自分の気持ちを伝えるのが苦手な少女・ショーコは、クラスメイトのフウタたちと一緒に学校の七不思議を探検しに行くことになる。おばけになってしまうという噂のある「魔の夕暮れ階段」の一段に足を乗せたショーコは意識を失い、気が付くとゲンガーになっていた。ショーコはフウタたちと話そうとして、別のゲンガーやゴーストポケモンと共に彼らを驚かしてしまう。そんな中、朝が来てチャイムが鳴ってしまい、これに捕まると学校から出られなくなってしまうというドロドロした物体に追いかけられる。ショーコとゲンガーは校門の外に出ることが出来たが、フウタたちは間に合わずに奈落の底に落ちそうになる。ショーコとゲンガーが間一髪で助けるも、引っ張り上げる体力がなく、協力を要する状態になる。他のポケモンに助けを求めるのを一瞬躊躇するショーコだったが、ゴーストポケモンと遊ぶうちに自信を得たため、他のポケモンに助けを求めることができ、無事クラスメイトの救出に成功する。その後、ゲンガーたちと別れるとショーコの姿は光に包まれ、魔の夕暮れ階段まで場面が戻る。クラスメイトは先刻までの出来事を覚えていないようだが、ショーコは覚えており、ゲンガーのストラップを見て感慨に耽る。

### キャスト（第6弾）
- ショーコ - 井口裕香[14][15]
- ゲンガー - 武隈史子[14][15]
- フウタ - 三森すずこ[14][15]
- ヨシ - 平松晶子[14][15]
- ノノ - 釘宮理恵[14][15]
- モモ - 千葉千恵巳[14][15]
- カイ - 鷄冠井美智子[14][15]
- ムウマ - 元吉有希子[14][15]
- ドラメシヤ - 引坂理絵[14][15]
- フワンテ - 夏目妃菜[14][15]
- プルリル - 根本京里[14][15]
- ヨノワール - 坂田将吾[14][15]

### スタッフ（第6弾）
- 総監督 - 山下清悟[14][15]
- 監督・演出・絵コンテ - 川野達朗[14][15]
- 脚本 - 角田貴志[14][15]
- キャラクターデザイン - 渡辺暁子[14][15]
- 作画監督 - 渡辺暁子、山田奈月[14][15]
- 美術デザイン・美術監督 - 志和史織[14][15]
- 色彩設計 - 多田早希[14][15]
- CGディレクター - さいとうつかさ[14][15]
- 撮影監督 - 川下裕樹[14][15]
- 編集 - 木南涼太[15]
- 音響監督 - 三間雅文[14][15]
- 音楽 - 羽深由理[14][15]
- 音楽協力 - フジパシフィックミュージック[15]
- 制作プロデューサー - 加治屋敏雄[15]
- アニメーション制作 - teamヤマヒツヂ、スタジオコロリド[14][15]
- 企画協力 - ツインエンジン、山本幸治、松山紗良、今川華蓮[15]

## 第7弾『ふぶきのなつやすみ』
2021年10月8日配信。

### ストーリー（第7弾）
夏休みのある日、少年・キーノは、友達のリエル・クーポとともに、自分たちで作った秘密基地で過ごしていると、基地が急に寒くなったことに気づく。3人が外に出ると雪が降っており、原因を探ると近くの岩のすき間から雪が来ていることに気づく。そこには弱ったユキワラシがいて、3人はポケモンセンターに連れていく。ユキワラシは元気になったが、本来はもっと寒い地域で暮らしているポケモンで、誰かが逃がしたのではないかという話をポケモンセンターの人から聞かされる。3人はユキワラシを元の環境に戻すことに決め、秘密基地はポケモン研究基地へと改めることにした。

### キャスト（第7弾）
- キーノ - 川口調[17]
- リエル - 小澤美優[17]
- クーポ - 石毛宏樹[17]
- ユキワラシ - 愛河里花子[17]

### スタッフ（第7弾）
- 総監督 - 山下清悟[17]
- 監督・演出・キャラクターデザイン・作画監督 - 平岡政展[17]
- 脚本 - 北野勇作[17]
- 絵コンテ・撮影監督 - 細金卓矢[17]
- 美術デザイン - 靴下ぬぎ子[17]
- 背景美術 - フジモトゴールド[17]
- 3DCG - ina[17]
- 音響監督 - 亀田亮治[17]
- 音響制作 - 楽音舎[17]
- 音楽 - 羽深由理[17]
- 音楽協力 - フジパシフィックミュージック[17]
- プロデューサー - 迫田祐樹、別所梢[17]
- 映像プロデュース - パンケーキ[17]
- アニメーション制作 - mimoid[17]
- 企画協力 - ツインエンジン、山本幸治、松山紗良、今川華蓮[17]

## 第8弾『プリンのうた』
2021年12月28日配信。

### ストーリー（第8弾）
ある日、モモは公園で泣いているプリンと友達になる。後日、同じくプリンを連れているアンズと出会いアンズのプリンの歌声を聞く。モモは自分のプリンにも歌って欲しいと頼むが、モモのプリンは歌うことが嫌で逃げ出してしまう。プリンは昔、他の仲間と歌声が違って驚かれてしまったことを思い出し、モモはプリンに、歌いたくなければ歌わなくていいと話す。翌日、再びアンズと出会う。アンズは、プリンはモモのことが好きではないから歌わないのではないかと言い出し、モモの泣き顔を見たプリンは歌いだす。その歌声は普通のプリンの声とは違うものの、モモはその歌を気に入り、プリンは歌うことが好きになった。

### キャスト（第8弾）
- モモ - 本渡楓[19]
- プリン - 岡咲美保[19]
- アンズ - 富田美憂[19]

### スタッフ（第8弾）
- 監督・絵コンテ・演出・色彩設計 - 佐藤ゆう[19]
- 脚本 - 佐東みどり[19]
- キャラクターデザイン - シノ屋[19]
- キャラクターデザイン協力 - TENKY[19]
- 背景美術 - 徳田俊之[19]
- アニメーションディレクター - 斎藤瑞季[19]
- 音響監督 - 鐘江徹[19]
- 音響制作 - グロービジョン[19]
- 作曲・編曲 - 上口浩平、肥後憧子[19]
- 音楽協力 - 青空[19]
- 音楽プロデューサー - 笠木友輔[19]
- プロデューサー - 中岡亮[19]
- 映像プロデュース - ポリゴン・ピクチュアズ[19]
- アニメーション制作 - StudioGOONEYS[19]

## 2024年版第1弾『パモパモットパーモット!』
2024年9月18日配信。パモ・パモット・パーモットがダンスをするショートムービー。

### ストーリー（2024年版第1弾）
少女が森でピクニックをしているとパモ・パモット・パーモットがダンスしていた。最初は警戒されていたものの次第に仲良くなり一緒にダンスするのだった。

### キャスト（2024年版第1弾）
- 声 - 青山吉能[20]

### スタッフ（2024年版第1弾）
- 監督・絵コンテ - 佐藤こーだい[20]
- 美術監督・絵コンテ・キャラクターデザイン - 木川田ともみ[20]
- チーフアニメーター - 山田桃子[20]
- プロデューサー - 迫田祐樹[20]
- 音楽ディレクター&コンポーザー - Mashinomi[20]
- アニメーション制作 - スタジオななほし、スタジオコロリド京都[20]
- 企画・プロデュース - 北村壽四郎[20]
- 企画協力 - ツインエンジン、山本幸治、今川華蓮、尾関花那[20]

### 製作（2024年版第1弾）
パモたちを描く表現として、輪郭をギザギザさせることで質感を表したり、女の子と触れ合ったときに押しつぶされるような絵にすることで柔らかさを演出したりしている。また、パモ・パモット・パーモットの3匹は姿がよく似ているが、女の子が捕まえたいのはパモットだということを軸として定め、パモは赤ちゃんのような存在、パーモットはしっかりしたサイズ感になるように描き分けられている。
音楽に関しては、佐藤が描いたコンテの段階で音楽担当のMashinomiが楽曲を制作し、両者の間でキャッチボールのように同時進行で制作されている。

## 2024年版第2弾『怒りのオコリザル観察日記』
2024年9月25日配信。少年が夏休みの自由研究としてオコリザルを観察日記する。

### ストーリー（2024年版第2弾)
マイペースでポジティブな少年は相棒のオコリザルを観察していた。オコリザルは生まれながら気性の荒いポケモンで笑っている姿を見せようとしなかった。そこで少年は「オコリザルの怒っていない姿を見てみたい」とオコリザルを観察することにしたのだった。ところが、餌をあげてもメイクしてもうまくいかず、かえってオコリザルを怒らせるだけだった。そこで少年はあることに気づく。なんと、オコリザルは強くなりたかったのだ。オコリザルの熱意に心を改めた少年はオコリザルと共にバトルを続け順調に勝ちを重ねていき、ついにはポケモンリーグでチャンピオンに挑むほどだった。しかし、チャンピオンの持つセグレイブに苦戦する中、少年とオコリザルは最後まであきらめなかった。ついに最後に放った「ふんどのこぶし」でセグレイブをKOし、新たなチャンピオンとなった少年は安堵の表情を浮かべていた。一方、オコリザルは立ったまま気を失っていた。そして、少年の方を向いたかと思いきやコノヨザルに進化したのだった。少年は感激する中、コノヨザルはありったけの怒気を放つのだった。結局、進化後も怒ったままのオコリザルだったが、少年はあきらめなかった。そこで彼はコノヨザルを観察することを決心するのだった。と今までの出来事を学校で発表する少年。その話を聞いて先生が感激しクラスメイトがドン引きする中、すぐ外にはコノヨザルがこの世の物とは思えないほど邪悪な表情を浮かべてクラスメイトを怖がらせるのだった。

### キャスト（2024年版第2弾）
- 少年 - 釘宮理恵[23]
- オコリザル - 岩田光央[23]

### スタッフ（2024年版第2弾）
- 監督・絵コンテ・演出 - 長屋誠志郎[23]
- 脚本 - 新八角[23]
- キャラクターデザイン・作画監督 - 坂井久太[23]
- ポケモンデザイン・作画監督 - 松永辰[23]
- ポケモンバトル作画監督 - 松本翔吾[23]
- 美術監督・カラースクリプト - 谷岡善王[23]
- 美術設定 - 天田俊貴[23]
- 撮影監督 - 高橋直希[23]
- 編集 - 坂本久美子[23]
- 音響監督 - 木村絵理子[23]
- 音楽 - 小名川高弘[23]
- 音楽協力 - 金野沙矢香[23]
- エンディング楽曲 - LustQueen「そうです!!!」[22][23]
- アニメーションプロデューサー - 松尾明子[23]
- アニメーション制作 - ZEXCS[23]
- 企画・プロデュース - 牧野沙南[23]
- 企画協力 - ツインエンジン、山本幸治、今川華蓮、尾関花那、宮本侑里[23]

### 製作（2024年版第2弾）
監督の長屋が仕事を受けた際には、複数ある候補の中から企画を選べる状態であり、自身がコミカルなものが好きだったことから、「コミカル&ポップなもの」という説明が書かれたオコリザルの作品を担当することを選んだ。
全体としてはテンポの良い作品となっているが、映像に緩急をつけるためにゆったりとしたシーンを間に入れるなどの工夫を行っている。また、終盤のバトルシーンはアクションの得意なアニメーターに頼み、ギャグとアクションを手を抜かずに共存させることで、「作品の途中で作風が変わるというギャグ」を演出している。

## 2024年版第3弾『ドオー大量発生ちゅう？』
2024年10月2日配信。縦型のショート動画。

### ストーリー（2024年版第3弾）
ウパーに会いに来た女の子は、ドオーに囲まれ、驚く。

### スタッフ（2024年版第3弾）
- 監督・絵コンテ・キャラクターデザイン - おちゃのこ[25][26]
- 背景・撮影効果 - ニシムラトオル[25][26]
- アニメーター - 仲眞良一[25][26]
- CGアニメーションプロデューサー - 河原佑樹[25][26]
- 音楽ディレクター&コンポーザー - Mashinomi[25][26]
- サウンドエンジニア - 佐藤慎太郎[25][26]
- プロジェクトマネージャー - 前田愛結[25][26]
- プロデューサー - 迫田祐樹[25][26]
- アニメーション制作 - スタジオコロリド京都[25][26]
- 企画・プロデュース - 山﨑麻子[26]
- 企画協力 - ツインエンジン、山本幸治、今川華蓮、尾関花那[25][26]

### 製作（2024年版第3弾）
ドオーはもともと監督のおちゃのこが好きなポケモンだったため、自身が感じた愛着を表現している。子どものようなウパーを親のように見守るドオーを描く、親子愛のようなものを感じる映像にしたいと語っている。初期の企画書では「だるまさんがころんだ」を行うという案だったが、繰り返し見たくなるようにするため、アプローチが変更されている。
音楽を担当したMashinomiは早い段階から打ち合わせに参加しており、音楽と映像を同時並行的に制作している。

## 2024年版第4弾『ゴーゴートに乗って』
2024年10月9日配信。

### ストーリー（2024年版第4弾）
足を怪我したジュリアンは、学校に行くのが憂鬱で、道に座り込んでしまう。そこにゴーゴートが現れ、ジュリアンは強引にその背中に乗せられてしまう。ゴーゴートの背中に乗せられ街中を走りまわるジュリアンは、今まで見えていなかった景色に気づく。仲違いをしている友達のリュカが楽しそうに登校する様子を見て、ジュリアンはゴーゴートに頼み込み、楽しい場所に行こうと決める。花畑に行く最中、ゴーゴートはナゾノクサを轢きそうになってしまう。そこで、以前自分とリュカが喧嘩をした原因も、ローラースケートで走るリュカがスボミーにぶつからないように止まったことが原因だと思い出し、ジュリアンは学校へ行き、リュカに誤って仲直りをする。

### キャスト（2024年版第4弾）
- ジュリアン - 伊瀬茉莉也[28][29]
- リュカ - 井上麻里奈[28][29]

### スタッフ（2024年版第4弾）
- 監督・絵コンテ・演出 - 佐々木美和[29]
- 脚本 - 新八角[29]
- キャラクターデザイン・作画監督 - 猫こんぶ[29]
- 色彩設計 - 田川沙里[29]
- 美術監督 - 野村正信[29]
- 撮影監督 - 難波史[29]
- 編集 - 平木大輔[29]
- 音響監督 - 小泉紀介[29]
- 音楽 - 羽深由理[29]
- 音楽協力 - 金野沙矢香[29]
- エンディング楽曲 - 梟note「君の背中」[28][29]
- アニメーションプロデューサー - 新宅潔[29]
- アニメーション制作 - ZEXCS[29]
- 企画・プロデュース - 中村麻矢[29]
- 企画協力 - ツインエンジン、山本幸治、今川華蓮、尾関花那、宮本侑里[29]

### 製作（2024年版第4弾）
当初は「少年とゴーゴートの旅」という企画だったが、ゴーゴートの図鑑説明を活かすのであれば、通りすがりの初対面の少年と心を通わせる内容のほうが適切なのではないかという話になり、脚本の新が出したゴーゴーシャトルというアイデアを進めることになった。ゴーゴートには過去に事情があったものの、初対面のジュリアンは知る由のない事柄のため、本編中には描かれていない。
主人公たちの関係性を省略し、「何かが起こった後」から描くことで、短い時間で少年たちの感情の機微をうまく表現している。
ポケモンと共に生きることとはどういうことかを考えた結果、石像や時計などにもポケモンをモチーフとしたものが多く描かれている。

## 2024年版第5弾『コアルヒーだいすき』
2024年10月16日配信。

### ストーリー（2024年版第5弾）
コアルヒーと青年は大の仲良し。2人は生まれた時からいつも一緒で本当の兄弟のようだった。

### キャスト（2024年版第5弾）
- コアルヒー - 愛河里花子[31]
- 少年 - 千葉翔也[31]

### スタッフ（2024年版第5弾）
- 監督・絵コンテ・演出・キャラクターデザイン・作画監督 - 高橋瑞香[31]
- 構成 - 松井亜弥[31]
- 美術監督 - 金子雄司[31]
- 色彩設計 - 千葉絵美[31]
- 撮影監督 - 難波史[31]
- 音響監督 - 明田川仁[31]
- 音楽協力 - 金野沙矢香[31]
- イメージソング - Alenoise「Wacky Aye, Aye」[31]
- アニメーションプロデューサー - 新宅潔[31]
- アニメーション制作 - ZEXCS[31]
- 企画・プロデュース - 大日向俊[31]
- 企画協力 - ツインエンジン、山本幸治、今川華蓮、尾関花那[31]

### 製作（2024年版第5弾）
60秒でポケモンと少年の成長を見せるにあたって、スマートフォンのアルバムを振り返っていくような形になっており、そのためアニメーションと静止画が織り交ぜられている。あくまでも日常の1枚であるため、特別なシーンは描かれておらず、コアルヒーも同年代のようなテンションで少年に寄り添うものとなっている。
Web配信であることから、日本にはこだわらずに制作されており、舞台としてはアメリカ西海岸を想定している。楽曲にはコアルヒーの英語名の愛称「ダッキー」も使用されている。音楽、映像ともに最初と最後が繋がるようなものになっている。

## 2024年版第6弾『ラッキーなサファリでおにごっこ!?』
2024年10月23日配信。サファリゾーンを舞台に少女とラッキーの日常を描いたストーリー。

### ストーリー（2024年版第6弾）
夏休みにサファリゾーンに遊びに来た少女メグは一匹のラッキーと出会う。このラッキーはどういうわけか通常のラッキーより一回り大きく帽子をかぶっており、園長のボズリーからもやっかい者扱いされていた。メグは早速、サファリを探検しようとするもどこも立ち入り禁止区域ばかり。その時、メグは弱っているミニリュウと出会う。そこへさっきのラッキーが「いやしのはどう」でミニリュウを治療してくれた。すると、たんぱん小僧やナース、やまおとこ・・・など様々なトレーナーがラッキーをゲットしようと現れた。しかし、ラッキーは軽い身のこなしでトレーナーたちのボールを交わし、そのまま森の奥へと消えていった。メグの足元にはラッキーの帽子が残されていたが、よく見るとラッキーが小さくなって隠れていたのだった。その晩、メグはボズリーにラッキーの話をしたが、ボズリーはラッキーのことを信用していなかった。ボズリーはふてくされるメグにラッキーの昔話をした。実はあのラッキーはボズリーの父、メグの祖父のポケモンだったのだ。そして、祖父が亡くなった直後に帽子を奪われたのが邪険にしていたのが原因だったという。ボズリーが出かけている間に毒で弱っているヤヤコマを見つけ、ラッキーが治療してくれた。メグはラッキーに雨宿りするように言うとすでにラッキーの姿はなかった。そして、運悪くラッキーはボズリーに見つかってしまう。実はラッキーはボズリーが園長だと認められなくて帽子を奪ったのだった。翌日、ラッキーに逃げられたボズリーだが、現場でサイホーンがハネッコの「いかりのこな」で縄張り争いをしていると知り向かおうとする。「こな」と聞いたメグはくしゃみが止まらなかった。そこでボズリーはメグと共にある場所へ向かう。なんと、ボズリーが風の通り道を防いだせいでサファリゾーンの中心部にある巨大な樹木にハネッコたちが集まっていたのだった。これによりボズリーのオラチフもハネッコの「しびれごな」の餌食になってしまうも、ラッキーが治療してくれた。メグとボズリーは風を通すとハネッコたちは一斉に飛び立っていった。ボズリーはラッキーに謝罪し、ラッキーも安堵の評所を浮かべ帽子を返して去っていった。それから数日後、サファリゾーンを満喫したメグは母の車に乗って帰ることになった。すると、メグのバッグの中からラッキーが出てきてしまうのだった。

### キャスト（2024年版第6弾）
- メグ - 木野日菜[33][34]
- ボズリー - 千葉繁[33][34]

### スタッフ（2024年版第6弾）
- 監督・絵コンテ・演出 - 藤田春香[33][34]
- 脚本 - 安藤えりか[33][34]
- キャラクターデザイン - 二反田こな[33][34]
- 作画監督 - 二反田こな、戸丸昌洋、石坂李奈、松本翔吾[34]
- 色彩設計 - 水野愛子[33][34]
- 美術監督 - 高木佐和子[33][34]
- 撮影監督 - 富田喜允[33][34]
- 編集 - 山田聖実[33][34]
- CGI監督 - 七五三慶紀[34]
- CGプロデューサー - 髙山清彦、岡村慎治[34]
- 3DCG制作 - 武右ェ門[34]
- 音響監督 - 明田川仁[33][34]
- 音楽 - のっぽのグーニー[33][34]
- 音楽協力 - 金野沙矢香[34]
- エンディング楽曲 - 藤原大祐「Lucky Dance」[33][34]
- アニメーションプロデューサー - 新宅潔[34]
- アニメーション制作 - ZEXCS[33][34]
- 企画・プロデュース - カッチャー・マイケル[34]
- 企画協力 - ツインエンジン、山本幸治、今川華蓮、尾関花那、宮本侑里[34]

### 製作（2024年版第6弾）
監督の藤田はポケモンにあまり詳しくなく、依頼を受けて改めてラッキーの特徴に向き合って制作された。テレビアニメ『ポケットモンスター』シリーズではラッキーの「癒し」の面に焦点を当てることが多いものの、本作では「ちいさくなる」「つかまえにくい」などゲーム内での体験に近い姿が描かれている。
背景はすべて手描きで描かれており、作品全体が「手仕事感」に溢れるものになっている。劇伴も、生楽器を演奏できる音楽家に依頼し、不思議な雰囲気の曲になっている。

## 2024年版第7弾『Romanticスパイス カプサイジ伝説』
2024年10月30日配信。1980年代の作品を意識した作風で、少女とカプサイジの出会いを描いた映画の予告編風に描いている。

### ストーリー(2024年第7弾)
一匹のカプサイジは一人の少女と出会い、彼女と共に成長する。時には喧嘩したり、バトルに負けたりと落ち込んじゃうこともあるけれどそれでも二人はなんとか乗り越えていく。

### キャスト（2024年版第7弾）
- カプサイジ - 井上喜久子[36][37]
- アキラ - 井上ほの花[36][37]
- ピカチュウ - 大谷育江[36][37]

### スタッフ（2024年版第7弾）
- 監督・絵コンテ - 山本天志[36][37]
- 構成 - 安藤えりか[36][37]
- 演出 - 山根幹史[36][37]
- キャラクターデザイン・作画監督 - 菱沼優子[36][37]
- 美術監督 - 平間由香[36][37]
- 色彩設計 - 田川沙里[36][37]
- 撮影監督 - 口羽毅[36][37]
- 編集 - 平木大輔[36][37]
- 音響監督 - 田中亮[36][37]
- イメージソング - 真田彩香「ワガママな辛さ」[37]
- 音楽協力 - 金野沙矢香[37]
- アニメーションプロデューサー - 新宅潔[37]
- アニメーション制作 - ZEXCS[36][37]
- 企画協力 - ツインエンジン、山本幸治、今川華蓮、尾関花那[37]
- 企画・プロデュース - 古家嘉之[37]

### 製作（2024年版第7弾）
監督の山本には80年代風というオーダーがなされており、1分という短い尺で様々なシーンを描くため、映画の予告編風の映像になった。楽曲も80年代風のものを新たに制作している。
声優に注目しているファンも多いことから、話題になってほしいという思いのもと、いくつかの声優候補の中から、井上喜久子・ほの花母娘が起用された。

## 2024年版第8弾『幼なじみのカルボウ』
2024年11月20日配信。当初は2024年11月6日に公開する予定だったが、諸般の事情により公開延期となり、のちに11月20日の配信が発表された。幼なじみのカルボウ2匹の青春ストーリー。

### ストーリー(2024年第8弾)
これは2匹の仲良しのカルボウの話。食いしん坊でやんちゃな通常のカルボウと控えめでおとなしい色違いのカルボウはどんな時でも一緒だった。ある日、通常のカルボウはバトルに憧れていた。そこで出会った一人にの少年トレーナーユウトに誘われていった。こうして置き去りにされてしまった色違いのカルボウは一人寂しくさまようのだった。こうしてバトルに強くなりたい通常カルボウと一人で生きていく色違いのカルボウの日常が始まるのだった。ある日、通常の個体はユウトからイワイノノロイにまつわる伝説を聞かされてグレンアルマに進化した。一方で、同じく色違いの個体も近くにあったノロイノヨロイでソウブレイズに進化し、この辺を縄張りにするゲンガーを一撃で仕留めるのだった。そして待ちに待ったバトル大会当日。様々なトレーナー盛り上がる中、一匹の不思議なポケモンが現れた。なんとそこにいたのは通常とは違う赤い目のソウブレイズだった。いきなり、グレンアルマに襲いかかるソウブレイズ。グレンアルマはソウブレイズに攻撃するも技をことごとく交わされ、挙句には他のポケモンを盾にされる始末。その時、グレンアルマはこのソウブレイズがかつて仲良しだった色違いのカルボウだったことに気づく。グレンアルマはソウブレイズに近寄るが、まだソウブレイズは怒っていた。ソウブレイズはあの時に置き去りにされたことが許せなかったのだ。激しいバトルを繰り広げる2匹。そして、彼らはお互いに最後の一撃をぶつける。やがて、ついに倒れたのはソウブレイズだった。2匹はカルボウ時代以来楽しかったと感じ、和解する。こうして、グレンアルマとソウブレイズはそれぞれの未来に向かって旅立っていくのであった。

### キャスト（2024年版第8弾）
- カルボウ→グレンアルマ - 榊原優希[39][42]
- カルボウ→ソウブレイズ - 花守ゆみり[39][42]
- ユウト（トレーナー） - 斉藤壮馬[39][42]

### スタッフ（2024年版第8弾）
- 監督・絵コンテ - 湯徳遥[39][42]
- クリエイティブアドバイザー - 川野達朗[39][42]
- 脚本 - 小森さじ[39][42]
- 演出 - 湯徳遥、坂口歌菜子、柴山智隆、木村拓[39][42]
- キャラクター・プロップデザイン - 荻野美希[39][42]
- 作画監督 - 荻野美希、琴乃、櫻井哲也[39][42]
- 炎作画監督 - 菅沼胤、日置佳子[42]
- 美術デザイン - 湯徳遥、平義樹弥[39][42]
- 美術監督 - 野村裕樹[39][42]
- 色彩設計 - 加口大朗[39][42]
- CGディレクター - さいとうつかさ[39][42]
- CGプロデューサー - 根本繁樹[39][42]
- 撮影監督 - 平川竜嗣[39][42]
- 編集 - 木南涼太[42]
- 音響監督 - 丹下雄二[39][42]
- 音響制作 - 東北新社[42]
- 音楽 - 羽深由理[42]
- 主題歌 - RUI・TAIKI・KANON「Forked Road」
- 制作プロデューサー - 加治屋敏雄[42]
- アニメーション制作 - teamヤマヒツヂ、スタジオコロリド[39][42]
- 企画協力 - ツインエンジン、山本幸治、今川華蓮、尾関花那、宮本侑里[42]
- 企画・プロデュース - 石川洋生[42]

### 製作（2024年版第8弾）
忠誠心が厚いといわれるグレンアルマと容赦のないソウブレイズ、この対比を描くため、人と一緒に進むカルボウと自然の中で生きるカルボウという2つを描きつつ、その根底に通ずるものがあるという構成になっている。
背景はゲーム『スカーレット・バイオレット』に登場するパルデア地方の各所をモチーフとしており、ゲーム内の場所を巡ることでロケハンを行っている。「ゲーム内では実現できないようなバトルにしたい」という依頼があったため、街中でのイレギュラーなバトルが行われており、通常のバトルではルール上あり得ないシーンも存在する。

## 2024年版第9弾『ヤミカラスと真夜中のぼうけん』
2025年2月14日に配信。記憶喪失の少年と一羽のヤミカラスの約束を描いた物語。

### ストーリー（2024年版第9弾）
少年ヒロはポケモンに詳しくいつもポケモンの写真をながめながら観察していた。ところが彼は入院している間に一部の記憶を失っているらしく、自分の部屋も手持ちのヒノアラシやエイパムのことも覚えていなかった。それでも彼は徐々に思い出そうとポケモンたちと仲良くすごすようになる。そして、彼には夢がある。それはジムバッジを集めてチャンピオンになることだった。ヒロは夜中に一羽のヤミカラスを見かける。そして、ヒロはようやく今までの記憶がヤミカラスに関係していることに気づきこっそりと後をついていくことに。心配でついてきたヒノアラシもエイパムもお供する。森の中を歩く少年と2匹の前に洞窟が。ようやく記憶の場所にたどり着いたヒロたちは洞窟の中へ入っていく。奥にはガラクタや地図、さらには写真まで置かれていた。ガラクタ箱の中にはネックレスに付いていた欠片に少年とヤミカラスの映った写真が入っていた。ところが、洞窟の外ではヤミカラスがニャースの群れに襲われていた。ニャースはヤミカラスの持っているネックレスを奪おうとしていたのだった。その光景を見たヒロはあることを思い出す。過去にヒロは光る欠片をヤミカラスと取り合っていた。しかし、それはエアームドの欠けた羽であり襲われて洞窟に逃げ込んだ。そして、欠けた羽をお揃いのネックレスに洞窟は一人と一羽の秘密基地になり、ヤミカラスに本物のジムバッジを集める冒険をする約束をする。ようやく記憶を取り戻したヒロはヤミカラスを助け、ヤミカラスがずっと見守ってくれていたことやヤミカラスとの約束を理解する。そして、ヤミカラスはニャースの群れを撃退し、ヒロと「絶対忘れられない冒険をする」という約束を交わしながら飛び去って行った。エンディングにてヤミカラスを迎えに来たヒロは共にジム巡りの冒険に出かけるのだった。

### キャスト（2024年版第9弾）
- ヒロ - 田中苑希[44]
- ヤミカラス - 松重慎[44]
- 母 - 清水香里[44]
- 父 - 福山潤[44]
- ヒノアラシ - 松田利冴[44]
- エイパム - 後藤恵里菜[44]
- ヤドラン - 山口令悟[44]
- マリルリ - 小山内怜央[44]
- ニャース - 杉山優斗[44]
- アナウンサー - ボルケーノ太田[44]

### スタッフ（2024年版第9弾）
- 監督・演出 - 藤本さとる[44]
- 総監督・絵コンテ・音響監督 - 佐藤順一[44]
- ストーリー原案 - 守口悠介[44]
- 脚本 - 新八角[44]
- キャラクターデザイン・作画監督 - 今西亨[44]
- ポケモンアニメーションデザイン・ポケモン作画監督 - 伊藤郁子[44]
- 美術監督 - 中尾陽子[44]
- 色彩設定 - 渡部夏美[44]
- 撮影監督 - 福田光[44]
- 音楽 - 羽深由理[44]
- 主題歌 - Eve「Midnight Runaway」[44][45]
- アニメーションプロデューサー - 金子文雄[44]
- アニメーション制作 - NAGOMI[44]
- 企画協力 - ツインエンジン、山本幸治、今川華蓮、尾関花那、宮本侑里[44]
- 企画・プロデュース - 新海翠[44]